# E. P. Thompson
Edward Palmer Thompson (Oxford, 1924. február 3. – Worcester, 1993. augusztus 28.) angol szocialista történész, író, békeharcos. Manapság leginkább az 1780–1832 közötti brit radikális mozgalmakról 1963-ban írt történelmi munkájáról ismert, amelynek címe Az angol munkásosztály születése (angolul The Making of the English Working Class).

## Magyarul megjelent művei
- Az angol munkásosztály születése; ford. Andor Mihály; Osiris, Bp., 2007 (Sapientia humana) ISBN 9789633899120
- Az idő, a munkafegyelem és az ipari kapitalizmus. In: Gellériné Lázár Márta (vál.): Időben élni. Történeti-szociológiai tanulmányok. (Akadémiai, 1990) 60–116. o. ISBN 963 05 56081
- Túl a hidegháborún; s.n., Bp., 1982 (Béke füzetek)